# Хелмонд
Хелмонд (хол. Helmond) је град Холандије у покрајини Северни Брабант. Према процени из 2008. у граду је живело 86.836 становника.

## Становништво
Према процени, у граду је 2008. живело 80.098 становника.
| 1980.  | 1990.  | 2000.  | 2008.  |
| ------ | ------ | ------ | ------ |
| 58.490 | 68.159 | 80.098 | 86.836 |